# Elihu Root

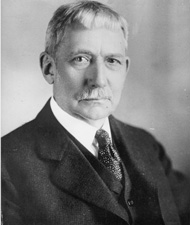
Elihu Root

Elihu Root (* 15. Februar 1845 in Clinton, New York; † 7. Februar 1937 in New York City) war ein US-amerikanischer Jurist und Politiker. 1912 erhielt er den Friedensnobelpreis für sein stetes Bemühen um Ausgleich der Interessen und die Formulierung von Schiedsverträgen in internationalen Konflikten.

## Leben und Werk

### Frühe Jahre und Ausbildung
Elihu Root war Sohn eines Mathematikprofessors. Er besuchte nach dem Abschluss der örtlichen Schule das College und studierte im Anschluss die Rechtswissenschaften in New York. 1865 schloss er dieses Studium ab und gründete kurze Zeit später eine Anwaltskanzlei; er wurde einer der führenden Anwälte des Landes. Zwischen 1883 und 1885 fungierte er als United States Attorney for the Southern District of New York.

### Politisches Wirken
Im Jahr 1899 wurde der Republikaner Root Kriegsminister im Kabinett von US-Präsident William McKinley und behielt dieses Amt auch unter der Präsidentschaft von Theodore Roosevelt bis 1903. Er war vor allem zuständig für die Verwaltung der ehemaligen spanischen Kolonien Puerto Rico, Kuba und den Philippinen. Als Kriegsminister gelang es ihm, vermeintliche Bedrohungen von US-Interessen in Lateinamerika durch Dritte so darzustellen, dass der Kongress der von Root verlangten Erhöhung der Ausgaben für das Heer und für die Marine zustimmte. Root vergrößerte die US Army wesentlich, führte umfassende Reformen der Armeestrukturierung durch und führte die Generalstabsidee und die Armeekriegsschule ein. Er war verantwortlich für einen beträchtlichen Ausbau der Militärakademie West Point und für die Gründung des United States Army War College in Carlisle, Pennsylvania; außerdem war er 1923 einer der Gründer des American Law Institute. 1904 trat er von dem Posten vor allem aus gesundheitlichen Gründen zurück.
Von 1905 bis 1909 wurde er dann Außenminister der Vereinigten Staaten im Kabinett Roosevelt. In dieser Funktion nahm Root 1906 an der Dritten Panamerikanischen Konferenz in Rio de Janeiro teil, die eine friedliche Koexistenz der amerikanischen Staaten gewährleisten sollte. 1907 bereiste er Mexiko, um auch hier den Friedensprozess voranzutreiben. Root war ein entschiedener Verfechter der Monroe-Doktrin. In einer Rede sagte er, dass die Vereinigten Staaten, „obwohl sie nur die Beschützung der übrigen amerikanischen Staaten erstrebten, im Grunde souverän in Amerika seien, da ihr Wille Gesetz sei“. Ein weiterer Schwerpunkt waren die Verbesserungen der Beziehungen zu Japan, wo er 1908 das Root-Takahira-Abkommen abschloss, in welchem die Verhältnisse und politischen Einflüsse im pazifischen Raum geklärt wurden. Für diese Bemühungen erhielt er den Friedensnobelpreis 1912.
Im Jahr 1909 trat er als Außenminister zurück und war von 1909 bis 1915 Senator für den Bundesstaat New York. 1912 wurde Root in die American Academy of Arts and Sciences und 1915 in das National Institute of Arts and Letters gewählt. Mit dem Ausbruch des Ersten Weltkriegs wurde er als Mitglied in den Auswärtigen Ausschuss des Senats gewählt. Er war ein erklärter Gegner der Neutralitätspolitik Woodrow Wilsons (1913–1921), unterstützte ihn jedoch nach dem Kriegseintritt 1917. Root befürwortete den Eintritt der USA in den Völkerbund.
Als erster Präsident des Carnegie Endowment for International Peace (von 1910 bis 1925) trug er unter anderem dazu bei, die Haager Akademie für Völkerrecht in den Niederlanden zu gründen. Elihu Root war Gründungsmitglied und Ehrenpräsident der New Yorker Denkfabrik Council on Foreign Relations.